# Chinchilla de Monte-Aragón
Chinchilla de Monte-Aragón község Spanyolországban, Albacete tartományban. Lakosainak száma 4626 fő (2024).

## Földrajza
Chinchilla de Monte-Aragón Albacete, Valdeganga, Casas de Juan Núñez, Higueruela, Hoya-Gonzalo, Bonete, Montealegre del Castillo, Corral-Rubio, Pétrola, Fuente-Álamo, Tobarra és Pozo Cañada községekkel határos.

## Népesség
A település lakosságának változását az alábbi diagram mutatja:
| Lakosok száma | 3210 | 3285 | 3507 | 3803 | 4015 | 4099 | 4172 | 4206 | 4344 | 4626 |
|               | 2001 | 2004 | 2006 | 2009 | 2011 | 2014 | 2016 | 2019 | 2021 | 2024 |